# 大川橋 (福岡県)

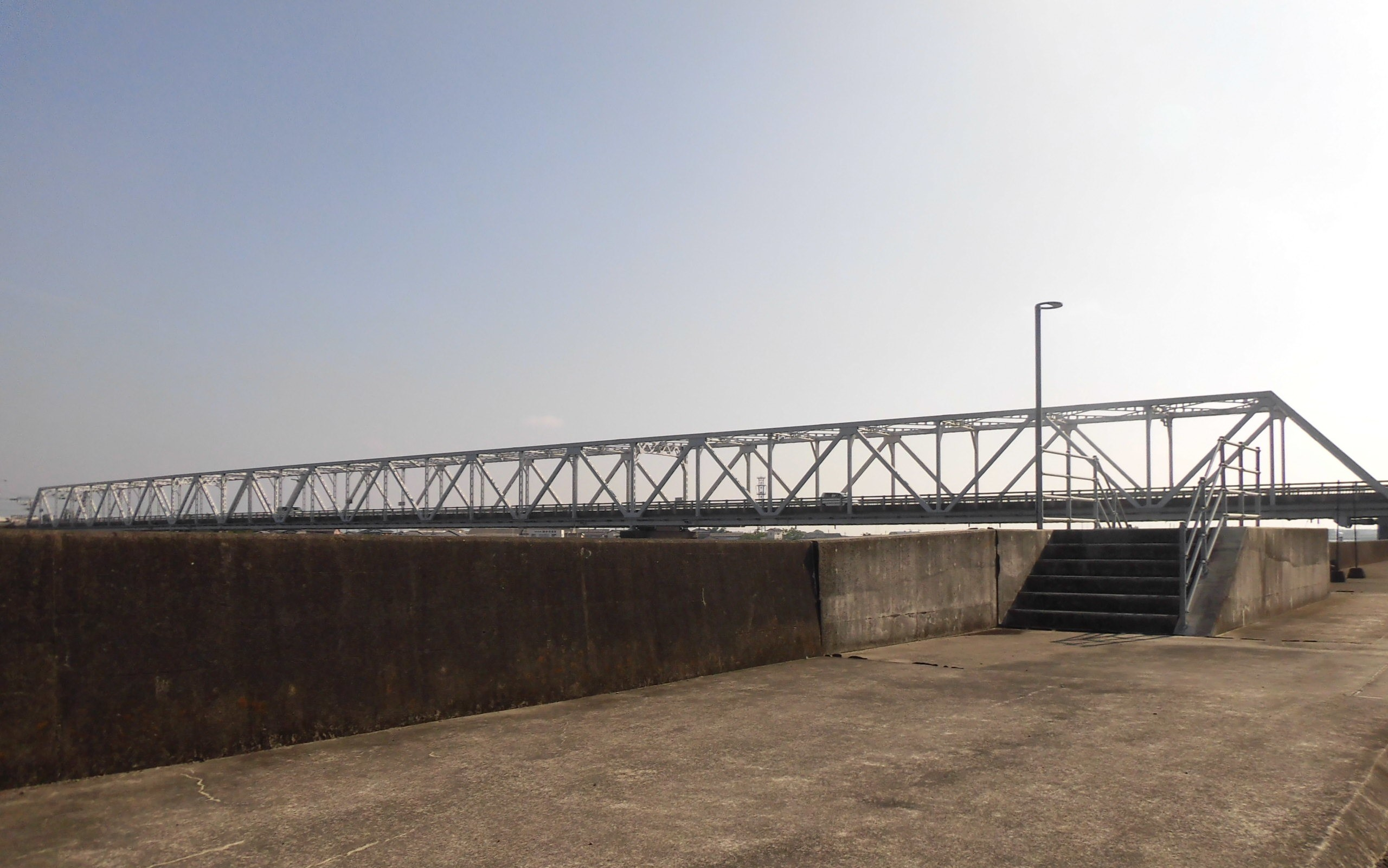
大川橋の全景

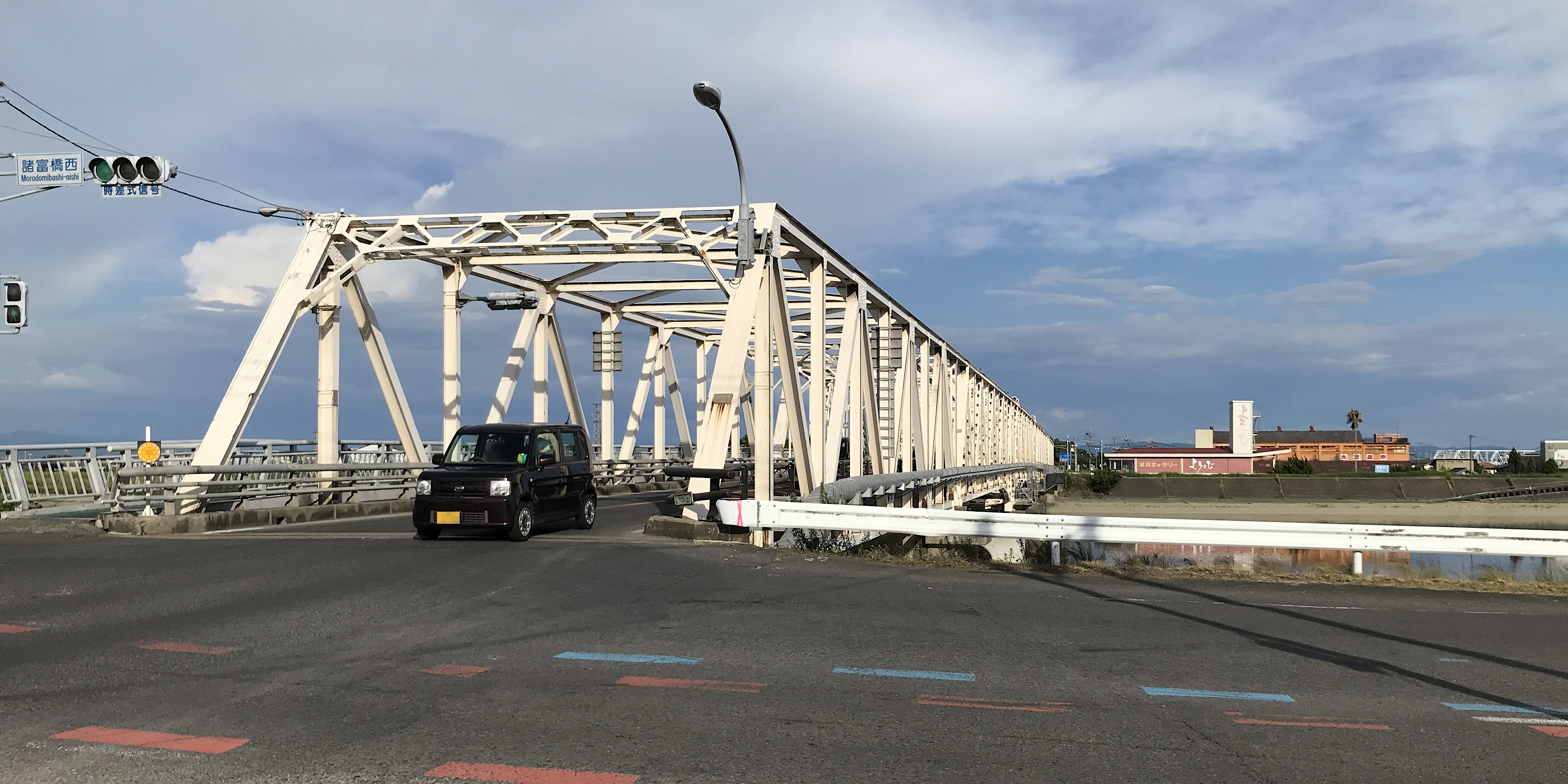
西詰より見る諸富橋と遠くの大川橋

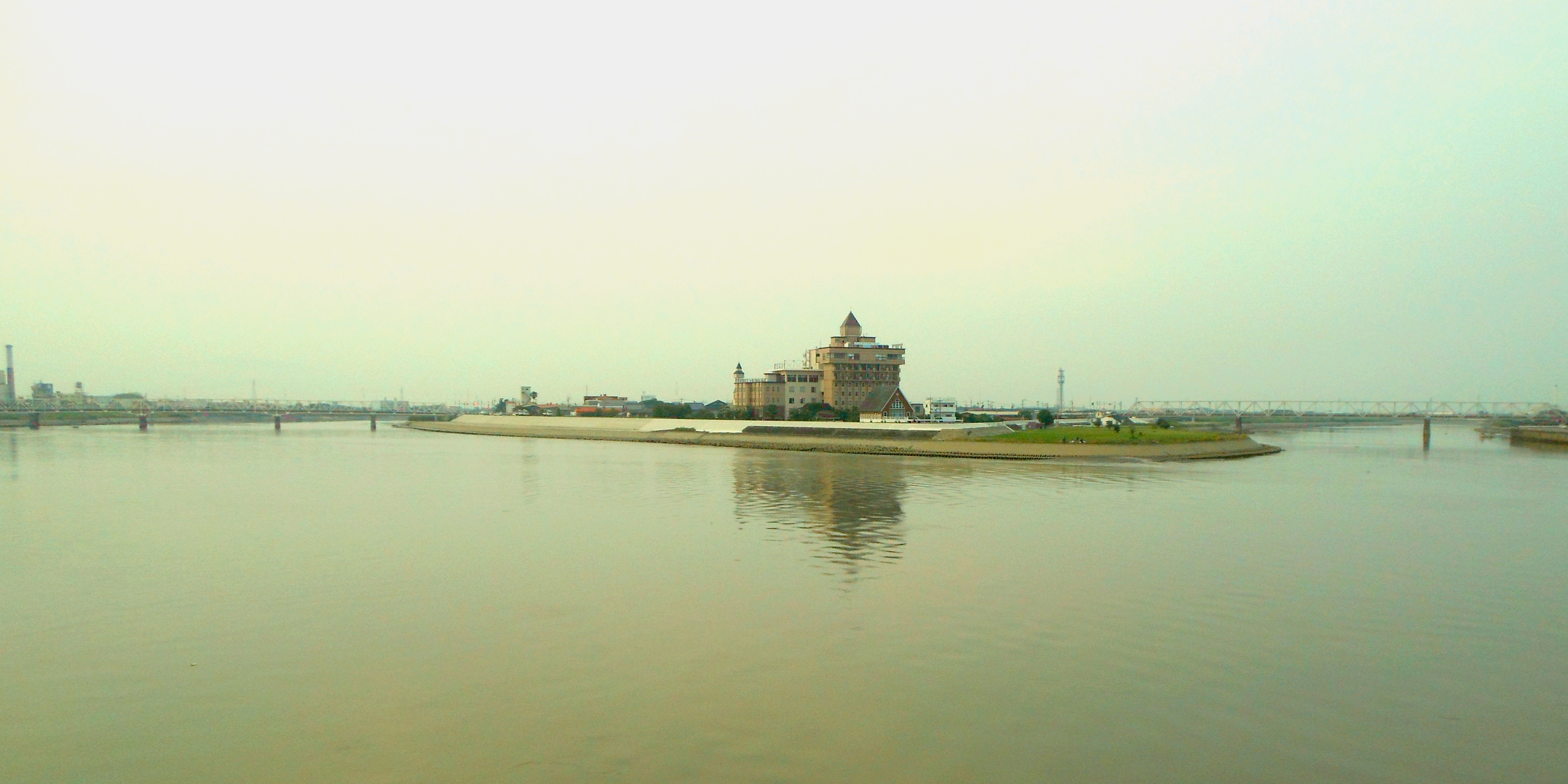
大川橋・諸富橋の遠景（筑後川昇開橋から）

大川橋（おおかわばし）は、福岡県大川市・佐賀県佐賀市の筑後川に架かる国道208号の道路橋。1955年に完成。中州の大中島を挟んで架かる諸富橋（もろどみばし）とともに、県境を跨いで両市を結ぶ。

## 諸元
| 名称       | 諸富橋                                                            | 大川橋                                                    |
| ---------- | ----------------------------------------------------------------- | --------------------------------------------------------- |
| 橋長       | 237.4 m                                                           | 216 m                                                     |
| 幅員       | 8 m（有効幅員7.5 m） 側道橋 1.7 m                                 | 8 m（有効幅員7.5 m） 側道橋 1.5 m                         |
| 構造       | 5径間鋼トラス橋                                                   | 3径間鋼トラス橋                                           |
| 両岸所在地 | 右岸:佐賀県佐賀市諸富町大字諸富津 左岸:佐賀県佐賀市諸富町大字徳富 | 右岸:佐賀県佐賀市諸富町大字徳富 左岸:福岡県大川市大字向島 |
| 横断する川 | 諸富川 合流点から0.48 km                                          | 筑後川 河口から7.25 km                                    |

旧道路橋示方書の一等橋（荷重13トン）として設計されている。基礎の施工には潜水も用いられた。
大川橋は福岡国道事務所、諸富橋は佐賀国道事務所の管理。

## 大川橋・諸富橋の歴史
大川橋および諸富橋は、福岡県・佐賀県共同で二級国道208号熊本佐賀線の有料道路事業として1952年（昭和27年）12月に着工する。延長は1097.6 m。
諸富橋の主構部のうち4径間は鋲（リベット）接合だが、右岸の1径間は溶接で、日本国内の鋼製橋主構部の溶接施工の初期例に挙げられる。当時は鋲に代えて溶接が採用され始めた技術的挑戦の時期で、トラス橋主構部の溶接施工は初めてであったことから、前もって実物同等の部材で圧縮試験を行い安全性を確認している。
1955年（昭和30年）9月28日には開通式が開催された。式典では自動車やボート・漁船のパレード、飛行機の祝賀飛行などが行われ、新聞によれば数万人の観衆が集まった。
2日後の10月1日から有料道路の料金徴収を開始。料金は普通乗用車200円、普通貨物車300円、原付20円などで、回数券および通学定期料金が設けられていた。両橋の開通により、大川市・佐賀市間の幹線道路確保および長崎から佐賀を経由して熊本を結ぶ陸路の短縮が図られた。なお大川橋のみ、添加する側道橋がこの年に開通している。
1966年（昭和41年）8月20日に無料開放される。料金徴収期間は15年間の予定だったが、通行車両が計画より多く1日5,000台近くを推移したため、3年半前倒しされた。その後、1969年（昭和44年）に諸富橋側道橋が開通している。
竣工30年が経過した1986年（昭和61年）10月から1987年3月および1987年9月から1988年3月には、大川橋において劣化対応として床板の打ち換えと床板桁の補強が実施された。全面通行止をせず片側ずつ夜間に工事が行われている。

### 架橋以前
架橋以前には、石塚と若津を結ぶルートや吉原、野中などの渡船、佐賀線で筑後川橋梁（1935年開業）を渡るルートがあった。付近の渡船は架橋後の1957年（昭和32年）に廃止されている。
石塚渡船場の近くでは1943年（昭和18年）10月9日に渡船事故が発生しているが、その一部始終は以下の通り。赤松国民学校（現・佐賀市立赤松小学校）の6年生と引率教諭の副田美代次は、柳川市からの帰途に若津から石塚に向かう渡船に他の乗客数名と乗船、石塚まで20 m程の深みで転覆してしまう。付近の船や駆け付けた警防団員らの救助があり、また泳いで岸に付いた者もいたが、多数の児童が溺れていた。副田は激流の中何度も往復して川に入り15名の児童を引き上げたが、ついに力尽きてしまい、6名の児童とともに犠牲となった。翌年には副田の遺徳を伝える碑「副田訓導殉職之碑」が石塚渡船場近くに建立され、赤松小学校にも1947年（昭和22年）に「副田先生顕彰之碑」が建立されている。